# Wszystkiego na raz
„Wszystkiego na raz” – drugi singel polskiego rapera i autora tekstów Libera, pochodzący z albumu Duety (2013). W utworze gościnnie wystąpiła Natalia Szroeder. 

## Opis
Singel w 2013 roku był notowany na listach przebojów: AirPlay – Top (5. miejsce), Poplista (1. miejsce), Polskiego Radia Pomorza i Kujaw (25. miejsce), Polskiego Radio Białystok (10. miejsce), Polskiego Radia Olsztyn (30. miejsce), Radia Zet (10. miejsce).

## Teledysk
Oficjalny teledysk do utworu miał premierę 28 stycznia 2013 roku i był kręcony w dniach 12 - 13 stycznia w Myślęcinku pod Bydgoszczą. W klipie oprócz Libera i Natalii Szroeder wystąpili aktorzy Katarzyna Cichopek i Marek Kaliszuk, a także fani piosenkarzy.

## Twórcy utworu
- Wokal: Liber, Natalia Szroeder
- Autor tekstu: Marcin „Liber” Piotrowski
- Kompozytorzy: Artur Kamiński, Wojciech Łuszczykiewicz